# Macaria rigidata
Macaria rigidata es una polilla perteneciente a la familia Geometridae, y descrita por el entomólogo francés Achille Guenée en 1858 y que se encuentra distribuida en América del Sur. Tiene gran parecido con otra especie de reciente descubrimiento en la Argentina, Macaria garupa, aun en su morfología genital.

## Descripción
Es una polilla gris, sus alas teñidas de negro y salpicadas de dos líneas negras subdentadas oscuras. Cuenta con una mancha discal y manchas marginales negras y el margen exterior del ala cóncavo con negro antiguo. Las alas traseras se ven subdentadas y subcaudadas.
Los estadios inmaduros de M. rigidata se han visto asociados alimentándose de Jacaranda mimosifolia.